# Danny Lerner
Danny Lerner (* 1952 in Haifa, Israel; † 6. März 2015 in Simi Valley, Kalifornien) war ein israelischer Filmproduzent, der auch als Drehbuchautor und Regisseur arbeitete. Der ebenfalls als Filmproduzent tätige Avi Lerner ist sein Bruder.

## Leben
Danny Lerner begann 1986 seine Karriere im Filmgeschäft als Aufnahme- und Produktionsleiter bei Nu World.
Seit 1989 war er überwiegend als Filmproduzent tätig. 1994 schrieb er sein erstes Drehbuch für einen Film, unter der Regie von Yossi Wein entstand Never Say Die. Schon wenig später, im Jahr 1999 folgte mit dem Film Betrayed – Verraten und verkauft sein Regiedebüt.
Lerner wirkte an Filmen von Jean-Claude Van Damme, Chuck Norris und Dolph Lundgren mit. Eine ebenfalls langjährige Zusammenarbeit verbindet ihm mit dem Regisseur und Filmproduzenten Boaz Davidson.
Bis in die 2000er Jahre hinein beteiligte er sich vor allem an B- und Low-Budget-Filmen. Viele der Filme sind als Direct-to-Video-Produktionen erschienen. Erst ab 2007, mit der Produktion von Kill Bobby Z, wirkte Lerner dann auch an mehreren größeren Hollywood-Filmen mit.

## Filmografie (Auswahl)
Produzent
- 1993: Cyborg Cop
- 1995: Astrocop Poster (Lunarcop)
- 1996: Project Shadowchaser 4 (Orion’s Key)
- 1997: Operation Delta Force
- 1998: The Sweeper – Land Mines (Sweepers)
- 1999: Fight of the Dragon
- 2000: Crocodile
- 2000: Octopus (Videofilm)
- 2000: Spider Attack – Achtbeinige Monster (Spiders)
- 2000: Warhammer – Der finale Krieg (For the Cause/Final Encounter)
- 2001: Die Grauzone (The Grey Zone)
- 2001: Replicant
- 2002: Air Panic (Panic)
- 2002: Derailed – Terror im Zug (Derailed)
- 2003: Air Marshals – Horrorflug ins Ungewisse (Air Marshal)
- 2003: In Hell – Rage Unleashed (In Hell)
- 2003: Marines – Gehetzt und verraten (Marines)
- 2005: The Cutter
- 2006: Mercenary for Justice
- 2006: The Contract
- 2007: Kill Bobby Z
- 2008: War Inc. – Sie bestellen Krieg: Wir liefern (War, Inc.)
- 2008: Hero Wanted – Helden brauchen kein Gesetz (Hero Wanted)
- 2009: Command Performance
- 2009: The Code – Vertraue keinem Dieb (Thick as Thieves)
- 2011: Conan
- 2012: The Expendables 2
- 2013: Olympus Has Fallen – Die Welt in Gefahr (Olympus Has Fallen)
- 2014: The Legend of Hercules
- 2014: The Expendables 3
- 2016: London Has Fallen

Regisseur
- 1999: Betrayed – Verraten und verkauft (Traitor’s Heart)
- 2003: Shark Zone – Tod aus der Tiefe (Shark Zone)
- 2005: Raging Sharks – Killer aus der Tiefe (Raging Sharks)
- 2007: Rin Tin Tin – Ein Held auf Pfoten (Finding Rin Tin Tin)
- 2008: Direct Contact
- 2009: Tierisch Cool – Ein Hund in New York (Cool Dog)

Drehbuchautor
- 1994: Never Say Die
- 1996: Reckless – Von Rache getrieben (Merchant of Death)
- 1997: Operation Delta Force
- 1999: Betrayed – Verraten und verkauft (Traitor’s Heart)
- 2000: Crocodile
- 2005: Today You Die
- 2009: Tierisch Cool – Ein Hund in New York (Cool Dog)